# Bahar Çağlar
Bahar Çağlar (28 de setembro de 1988) é uma basquetebolista profissional turca.

## Carreira
Bahar Çağlar integrou a Seleção Turca de Basquetebol Feminino, em Londres 2012 e Rio 2016.